# Mosquée Ibrahim al-Maqadna
La mosquée Ibrahim al-Maqadma est située à Beit Lahia à Gaza.
Le 3 janvier 2009, durant l'Opération Plomb durci, les forces israéliennes bombardent la mosquée d'Ibrahim al-Maqadma pendant les prières du soir.
Plus de 200 Palestiniens priaient alors à l'intérieur. Au moins seize personnes, dont six enfants, ont été tués et beaucoup plus ont été blessés.